# Зеамет
Зеамет — військовий лен, одержуваний сипахом за несення військової служби. Встановлені за султана Мурада I. Це умовне феодальне земельне володіння, яке існувало в Османській імперії аж до скасування військово-ленної системи (1839), річний дохід з якого становив від 20 до 100 тисяч акче.
Заїм — володар зеамета.